# Eleições parlamentares europeias de 2004 (Grécia)
As eleições parlamentares europeias de 2004 na Grécia foram realizadas a 13 de junho para eleger os 24 assentos do país para o Parlamento Europeu.

## Resultados Nacionais
| Partido                 | Partido                           | Votos     | %               | +/-   | Deputados | +/-     |
| ----------------------- | --------------------------------- | --------- | --------------- | ----- | --------- | ------- |
|                         | Nova Democracia                   | 2 633 961 | 43,02 / 100,00  | 7,02  | 11 / 24   | 2       |
|                         | Movimento Socialista Pan-helénico | 2 083 327 | 34,03 / 100,00  | 1,12  | 8 / 24    | 1       |
|                         | Partido Comunista da Grécia       | 580 396   | 9,48 / 100,00   | 0,81  | 3 / 24    | Estável |
|                         | SYRIZA                            | 254 447   | 4,16 / 100,00   | 1,00  | 1 / 24    | 1       |
|                         | Concentração Popular Ortodoxa     | 252 429   | 4,12 / 100,00   | Novo  | 1 / 24    | Novo    |
|                         | Outros                            | 479 077   | 5,19 / 100,00   |       | 0 / 24    |         |
| Votos Inválidos         | Votos Inválidos                   | 161 005   | 2,56 / 100,00   | 1,70  |           |         |
| Total                   | Total                             | 6 283 637 | 100,00 / 100,00 |       | 24 / 24   | 1       |
| Eleitorado/Participação | Eleitorado/Participação           | 9 909 955 | 63,22 / 100,00  | 7,03  |           |         |
| Fonte                   | Fonte                             | [ 1 ]     | [ 1 ]           | [ 1 ] | [ 1 ]     | [ 1 ]   |